# Amir Bilali
Amir Bilali, född den 15 april 1994 i Gostivar i Nordmakedonien, är en albansk-makedonsk fotbollsspelare. Han spelar för KF Bylis Ballsh och har spelat för Albaniens U19- och U21-landslag.